# Frédéric Back
Frédéric Back (Saarbrücken, 8 aprile 1924 – Montréal, 24 dicembre 2013) è stato un disegnatore, illustratore, animatore, sceneggiatore e regista francese naturalizzato canadese, conosciuto principalmente per i suoi cortometraggi d'animazione.
Con i suoi corti animati ottenne quattro candidature al Premio Oscar vincendo due volte, nel 1980 con Crac! e nel 1987 con L'uomo che piantava gli alberi.
Ha avuto una lunga carriera lavorativa con la Société Radio-Canada, la versione francofona della Canadian Broadcasting Corporation.

## Biografia
Frederic Back nacque l'8 aprile del 1924 a Saarbrücken, all'epoca all'interno del Protettorato anglo-francese del Saar, ma crebbe a Strasburgo. Allo scoppio della seconda guerra mondiale, si trasferisce con la sua famiglia a Parigi. Nella capitale francese studia arte prima all'Ècole Estienne, poi all'accademia delle belle arti di Rennes. La prima esposizione dei suoi lavori avviene al Salone della Marina nel 1946.
Nel 1948 si trasferisce in Canada, raggiungendo la sua fidanzata Ghylaine Paquin che si era stabilità a Montréal due anni prima: Ghylaine diventerà sua moglie diversi anni dopo.
Dopo un'esperienza lavorativa come insegnante all'accademia di belle arti del Quebec, nel 1952 viene assunto dalla Société Radio-Canada e con la quale sarà legato professionalmente per l'intero arco della sua carriera: l'emittente radio-televisivo nazionale canadese produrrà i suoi film.
Ha fornito materiale illustrativo per il documentario di Denys Arcand del 1964 Samuel de Champlain (Québec 1603).
È stato anche il creatore della vetrata L'histoire de la musique à Montréal (Storia della musica a Montreal) esposta alla stazione metropolitana di Montréal. L'opera venne inaugurata al pubblico il 20 dicembre 1967 ed è stata la prima opera d'arte commissionata per il servizio metropolitano della capitale del Quebec.
Nel 1989 Frédéric venne insignito del Premio del Governatorato Generale del Canada per la letteratura per ragazzi nella categoria Illustrazione con L'uomo che piantava gli alberi e nello stesso anno venne nominato Cavaliere dell'Ordine Nazionale del Quebec. Nel 1990 è nominato Ufficiale dell'Ordine del Canada.
Nel 1994 Frédérick riceve il Premio del Governatorato Generale delle arti visive alla carriera artistica: il più alto riconoscimento nelle arti dello spettacolo in Canada. Nel 2004 riceve il Premio mediale Eco-Hero al Planet in Focus di Toronto.
Frédéric Back era vegetariano e attivista del diritti degli animali. Sui diritti degli animali affermava:
(Frédéric Back)
A dimostrazione della sua posizione, Frédéric Back ha dato conferenze sul tema e partecipava a manifestazioni a sostegno dei diritti degli animali. Inoltre, ha contribuito a fondare la Società Quebecchese per la Difesa degli Animali, una società senza scopo di lucro per la protezione degli animali.
Frederic Back è morto di cancro il 24 dicembre 2013 all'età di 89 anni.

## Filmografia
- Abracadabra (1970)
- Inon ou la conquête du feu (1971)
- La création des oiseaux (1972)
- Illusion? (1975)
- Taratata (1977)
- Tout-rien (1978)
- Crac! (1981)
- L'uomo che piantava gli alberi (1987)
- Le Fleuve aux grandes eaux (1993)

## Premi e riconoscimenti

### Premio Oscar
- 1981 - Premio Oscar al miglior cortometraggio d'animazione per "Crac!"
- 1988 - Premio Oscar al miglior cortometraggio d'animazione per "L'uomo che piantava gli alberi"